# Ernst Konzett
Ernst Konzett (* 4. Jänner 1955 in Bludenz) ist ein ehemaliger Offizier des Österreichischen Bundesheeres im Range eines Brigadiers. Er war von 2010 bis 2020 Militärkommandant von Vorarlberg.

## Leben
Ernst Konzett wurde 1955 in Bludenz in Vorarlberg als Sohn des Schlossermeisters Ernst Konzett (1914–2009) und Irmgard Konzett geboren und rückte als Einjährig-Freiwilliger zum Bundesheer ein, wo er die Jagdkommandoausbildung absolvierte. Im Anschluss an seine Offiziersausbildung an der Theresianischen Militärakademie musterte er 1978 als Leutnant zum Jägerbataillon 23 nach Bregenz aus.
1979 erfolgte die Versetzung zum Jagdkommando, als Zugskommandant und Ausbildungsoffizier. 1981 absolvierte er einen Lehrgang bei den Special Forces der US-Army. 1982 übernahm er eine Jägerkompanie in Vorarlberg, nach einem Auslandseinsatz als Kompaniekommandant folgten verschiedene Stabsverwendungen. 1998 wurde er Kommandant des Jägerbataillons 23 in Bludesch in Vorarlberg.
Konzett ist Heeresbergführer, Heersschilehrer und Militärfallschirmspringer, staatlich geprüfter ziviler Berg- und Schiführer und war über 20 Jahre im Alpinausbilderkader des Österreichischen Bundesheeres als Kurskommandant für Heersbergführer- u. a. Gebirgskurse tätig. Er nahm außerdem an mehreren Auslandseinsätzen teil. 2001 war er z. B. für sechs Monate Bataillonskommandant beim Österreichischen Kontingent 4 der Kosovo-Truppe (AUCON/KFOR).
Ab März 2003 führte Konzett die hochgebirgsbewegliche 6. Jägerbrigade in Absam in Tirol und am 1. März 2006 wurde er zum Brigadier befördert. Am 29. Jänner 2010 übernahm er die Funktion des Militärkommandanten von Vorarlberg von seinem Vorgänger Gottfried Schröckenfuchs. In weiterer Folge übergab Ernst Konzett am 24. März 2010 das Kommando über die 6. Jägerbrigade an den neuen Kommandanten Brigadier Anton Waldner.
Am 30. Jänner 2020 folgte ihm Gunther Hessel als Vorarlberger Militärkommandant nach. Kurz vor seiner Verabschiedung wurde Ernst Konzett im Rahmen des Sicherheitsempfangs des Landes Vorarlberg am 8. Jänner 2020 von Landeshauptmann Markus Wallner das Ehrenzeichen des Landes Vorarlberg in Silber verliehen. Anlässlich der Kommandoübergabe am 30. Jänner 2020 erhielt Konzett von Verteidigungsministerin Klaudia Tanner das Goldene Ehrenzeichen für Verdienste um die Republik Österreich.

## Sonstiges
Für vier Jahre war Konzett Präsident der Technischen Kommission der weltweit organisierten Internationalen Vereinigung der Bergführerverbände. Als Bergsteiger hat er die drei großen Nordwände der Alpen (die Eigernordwand, die Matterhornnordwand und den Walkerpfeiler an der Grandes-Jorasses-Nordwand) durchklettert und erfolgreiche Expeditionen in Alaska und Südamerika durchgeführt.
Konzett wohnt in Nüziders, ist verheiratet und hat zwei Kinder.

## Auszeichnungen und Ehrenzeichen (Auszug)
- 2005: Silbernes Ehrenzeichen für Verdienste um die Republik Österreich
- 2009: Verdienstkreuz des Landes Tirol
- 2020: Ehrenzeichen des Landes Vorarlberg in Silber[5]
- 2020: Goldenes Ehrenzeichen für Verdienste um die Republik Österreich[6]